# Henryka Stankiewiczówna
Henryka Stankiewiczówna /wł. Henryka Stankiewicz-Pomorska/ (ur. 1923, zm. 12 listopada 2014 we Wrocławiu) – polska tancerka baletowa, primabalerina, pedagog.
Ukończyła naukę w szkole baletowej warszawskiego Teatru Wielkiego. Od 1945 występowała na scenie Teatru I Armii Wojska Polskiego, a następnie Teatru Syreny w Łodzi. W 1947 przeprowadziła się do Wrocławia, gdzie przez dziesięć lat była primabaleriną i solistką Opery Państwowej. W 1959 wyjechała do Linz, gdzie przez trzy lata tańczyła w tamtejszym Landestheater. Od 1965 była związana z francusko-amerykańskim baletem "Le Theatre d'Art du Ballet", odbywała tournée, podczas których występowała na najznakomitszych scenach Europy, Azji, Afryki Północnej i Ameryki. Po zakończeniu w 1967 kariery zamieszkała w Stanach Zjednoczonych, gdzie przez piętnaście lat prowadziła studio baletowe. W 1983 powróciła do Europy i swój czas dzieliła pomiędzy Wiedeń i Wrocław.   